# タッジャ
タッジャ(伊: Taggia)は、イタリア共和国リグーリア州インペリア県にある、人口約14,000人の基礎自治体（コムーネ）。

## 地理

### 位置・広がり

#### 隣接コムーネ
隣接するコムーネは以下の通り。
- バダルッコ
- カステッラーロ
- チェリアーナ
- ドルチェード
- ピエトラブルーナ
- リーヴァ・リーグレ
- サンレーモ

### 地震分類
イタリアの地震リスク階級 (it) では、2 に分類される
。

## 行政

### 分離集落
タッジャには、以下の分離集落（フラツィオーネ）がある。
- Taggia, Levà (sede comunale), Arma di Taggia